# عمرو النادي
عمرو النادي هو سائق دراجات مصري محترف وفائز بسباق مصر الدولي للدراجات عام 2001.
شارك «عمرو النادى» أولمبياد 2000 الصيفية في سباق الدراجات وحصل على المركز 36

## وصلات خارجية
- عمرو النادي على موقع أرشيف الدراجات (الإنجليزية)
- عمرو النادي على موقع إحصائيات الدراجات الإحترافية (الإنجليزية)
- عمرو النادي على موقع نسبة الدراجات (الإنجليزية)
- عمرو النادي على موقع أوليمبيديا (الإنجليزية)